# Charles Nicolas Aubé
Charles Nicholas Aubé, född 6 maj 1802 i Paris, död 15 oktober 1869, var en fransk läkare och entomolog. Hans samling  bevaras av Société Entomologique.

## Arbeten
- Catalogue des Coléoptères de la collection d’Auguste Dejean (1825–), tillsammans med Pierre François Marie Auguste Dejean
- "Pselaphiorum monographia cum synonymia extricata" i Magasin de zoologie de Guérin 1833 (Paris)